# كهف تشابالاك
كهف تشابالاك هو موقع من العصر الحجري القديم المتأخر يقع في منطقة أمارلو، في مقاطعة جيلان، شمال إيران. يحتوي الكهف على أدلة على أن البشر سكنوا الكهوف في العصر الحجري القديم المتأخر. أجرى فريق إيراني كوري عمليات التنقيب عن القطع الأثرية الحجرية وبقايا الحيوانات عام 2008. وجدوا مصنوعات حجرية (14 قطعة: نوى وشفرات/قطع قاطعة) في الطبقة العلوية من حفرة الاختبار تعود إلى العصر الحجري القديم المتأخر حسب تخصصاتهم التقنية-التصنيفية.